# آفان (مهاباد)
قرية آفان (بالكردية: ئافان) هي إحدى القرى التابعة لـمنغور الشرقية في ريف قسم خليفان من مقاطعة مهاباد، في محافظة أذربیجان الغربیة الإيرانية.

## السكان
حسب إحصاءات سنة 2006، بلغ إجمالي السكان في آفان 160 نسمة وعدد المساكن 25 مسكن. لغة سكان آفان هي اللغة الكردية وهم من أهل السنة والجماعة والمذهب الشافعي.